# Menció Honorífica Militar
La Menció Honorífic Militar és una recompensa militar espanyola destinada a premiar serveis, treballs i estudis de diversa índole considerats destacats per la seva contribució al desenvolupament de les Forces Armades, quan no els correspongui una altra recompensa. Es troba descrita en el Títol Sisè del Reial decret 1040/2003, d'1 d'agost, pel qual s'aprova el Reglament general de recompenses militars, BOE número 213 (5 de setembre de 2003).
L'expedient de concessió de l'Esment Honorífic és elevat al Cap de l'Estat Major de la Defensa (JEMAD), al Sotssecretari de Defensa o al Cap de l'Estat Major corresponent (Exèrcit de Terra, de l'Armada o de l'Exèrcit de l'Aire), que podran concedir o no la citada recompensa.
La resolució en virtut de la qual s'atorga la Menció honorífica ha d'aparèixer publicada en el Butlletí Oficial del Ministeri de Defensa.
El personal recompensat amb l'Esment honorífic obté dret a:
1. Que li sigui considerada la seva possessió com a mèrit simple en les avaluacions realitzades al personal militar i en l'accés a l'ensenyament militar.
2. Rebre la corresponent cèdula acreditativa de concessió i la seva anotació en la documentació militar o administrativa.
3. L'obtenció de tres Esments honorífics comporta la concessió de la Creu del Mèrit
Militar, del Mèrit Naval o del Mèrit Aeronàutic, amb distintiu blanc.